# Fahnlehen

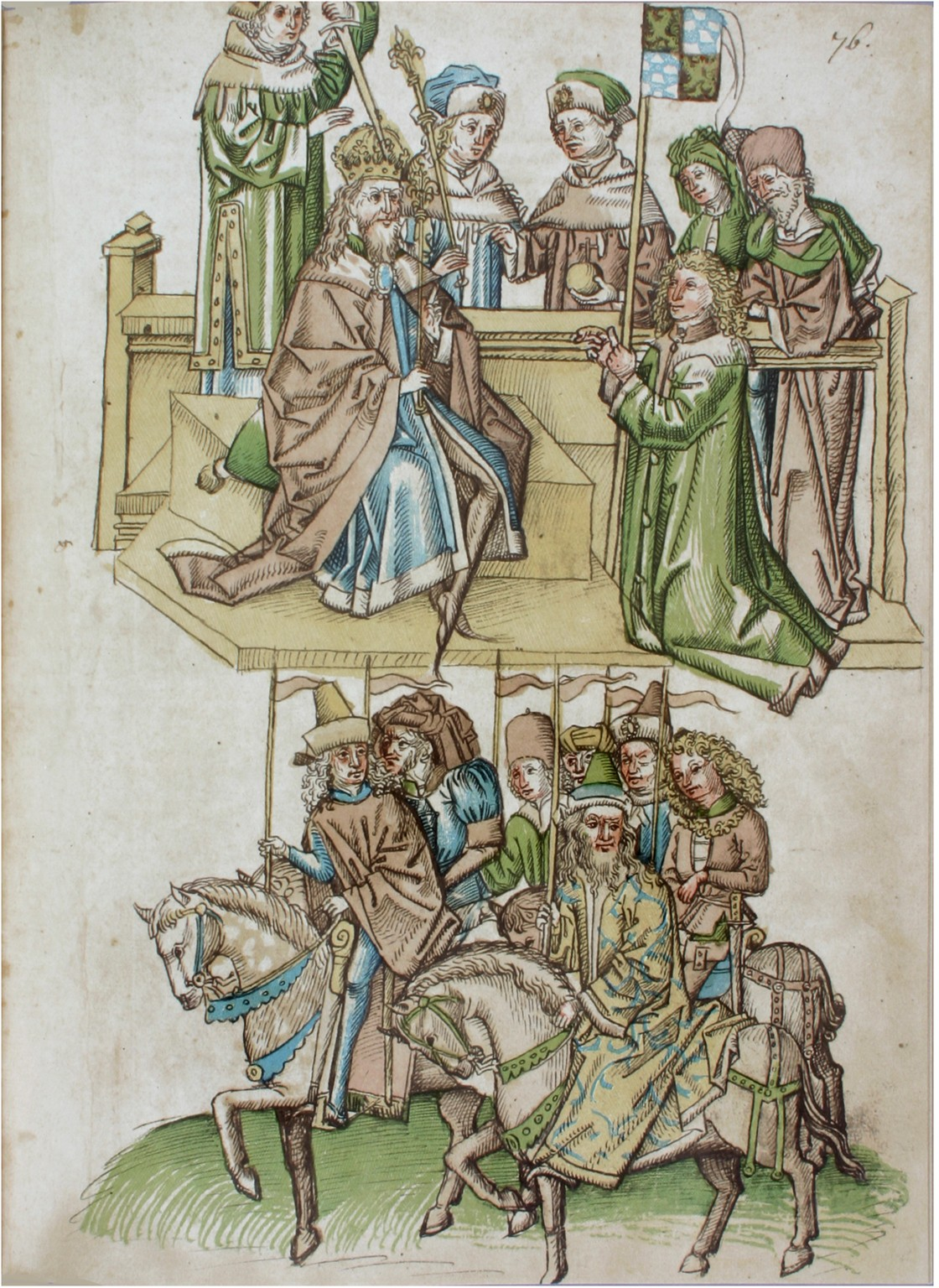
Darstellung in der Richental-Chronik (um 1464): König Sigismund belehnt den Kurfürsten Ludwig III. auf dem Konzil von Konstanz mit der Kurpfalz, symbolisiert durch die Fahne

Das Fahnlehen, auch Fahnenlehen (lateinisch vexillaria feuda), war zur Zeit des Heiligen Römischen Reiches ein Lehen, das mittels einer Fahne als militärischem Feldzeichen und Sinnbild des Heerbanns vom Kaiser unmittelbar an weltliche Fürsten verliehen wurde. Als Folge der Unmittelbarkeit hatten diese höchst Freien das politische Standesrecht, nur vor dem Kaiser im Fürstengericht, nicht vor den kaiserlichen Landgerichten oder dem Hofrichter zu Recht zu stehen.
Das Fahnlehn war regelmäßig auch mit der Gerichtsbarkeit, dem Gerichtsbann, verbunden. Lehen, die an geistliche Fürsten verliehen wurden, waren die sogenannten Zepterlehen.
Als der Letzte, der auf diese Art belehnt wurde, galt bisher Kurfürst Moritz von Sachsen. Tatsache ist jedoch, dass Kurfürst August noch 1566 in Augsburg in feierlichem Aufzug mit 13 Fahnen belehnt wurde.
Eine Nachahmung dieser Sitte war die Belehnung der Herzöge von Preußen durch den König von Polen zwischen 1525 und 1660. Der letzte derartige Akt überhaupt war die Belehnung des Großen Kurfürsten mit dem Herzogtum Preußen, die er 1641 in Warschau persönlich einholte.
Tatsächlich hatte das Fahnenlehn schon mit der Einführung stehender Heere seit dem 15. Jahrhundert an Bedeutung verloren.
Eine andere Art der symbolischen Übergabe erfolgte mit dem Helm. Ritterlehen wurden mit dem Schild vergeben und daher Schildlehen genannt. Der Brauch der Belehnung mit der Fahne reicht weit zurück. Gregor von Tours erzählt, dass König Guntchramm König Childebert vermittelst eines Speers sein ganzes Reich übergeben habe. Speer und Fahne sind aber identisch, da die Ritter ihre Fahne an den Speer gebunden zu tragen pflegten. Am Hof der Staufer war es Sitte, dass Königreiche mit dem Schwert, Provinzen mit der Fahne verliehen wurden. Kaiser Friedrich I. belehnte 1152 König Peter von Dänemark unter dem Symbol eines Schwerts. Schon lange vor dem Sachsenspiegel wurden alle geistlichen Fürsten-Lehen mit dem Zepter, alle weltlichen Fürsten-Lehen mit der Fahne vergeben. Inzwischen wurde jedoch 1180 dem Erzbischof von Köln die Herzogsgewalt in Westfalen und Engern mit der kaiserlichen Fahne verliehen. Herzog Friedrich von Lothringen wurde 1258 vom Gegenkönig Alfons X. mit fünf Fahnen belehnt. In späterer Zeit wurde es üblich, dass die Lehnsfahnen mit den Wappen der zu verleihenden Landschaften geschmückt waren; daneben erhielten die Fürsten eine rote Fahne des Blutbannes wegen.